# Wrzesień 2006 w sporcie
Zobacz też: Wrzesień 2006 · Zmarli we wrześniu 2006 · Wrzesień 2006 w Wikinews

## 1 września

### Żużel
- Mistrzostwa Polski Par Klubowych 2006
  - Sebastian Ułamek i Sławomir Drabik (Włókniarz Częstochowa) zostali Mistrzami Polski Par Klubowych. W rozegranym w Bydgoszczy finale pokonali Polonię Bydgoszcz i RKM Rybnik.

## 2 września

### Żużel
- 19 kolejka Ekstraligi żużlowej (awansem)

|  | RKM Rybnik | 34:56 | Unia Leszno |

- Indywidualne Mistrzostwa Świata Juniorów 2006
  - Karol Ząbik został najlepszym juniorem Świata. W zawodach finałowych pokonał zawodnika Grand Prix Antonio Lindbäcka oraz Christiana Hefenbrocka. Ząbik jest czwartym z rzędu Polakiem na najwyższym stopniu podium IMŚJ. Pozostali Polacy Paweł Miesiąc, Adrian Miedziński i Paweł Hlib zajęli miejsca 5-7.

## 3 września

### Żużel
- Klubowy Puchar Europy 2006
  - Aktualny Mistrz Polski Unia Tarnów wygrała w Tarnowie finał KPE. Drugie miejsce zajął Mistrz Rosji Mega-Łada Togliatti, a trzecie Mistrz Węgier Simon&Wolf Debreczyn.

## 7 września

### Żużel
- Brązowy Kask 2006
  - Mateusz Szczepaniak został nieoficjalnym mistrzem Polski na żużlu do lat 19. W opolskim finale BK pokonał Mateusz Jurga oraz Marcina Jędrzejewskiego.

## 8 września

### Piłka nożna
- 6. kolejka Orange Ekstraklasy

|  | Wisła Płock | 2:2 (0:1) | Widzew Łódź    |
|  | Arka Gdynia | 1:1 (1:0) | Legia Warszawa |

## 9 września

### Piłka nożna
- 6. kolejka Orange Ekstraklasy

|  | GKS Bełchatów       | 2:1 (1:1) | Cracovia       |
|  | ŁKS Łódź            | 2:2 (0:0) | Zagłębie Lubin |
|  | Górnik Zabrze       | 2:2 (0:0) | Odra Wodzisław |
|  | Korona Kielce       | 2:0 (1:0) | Górnik Łęczna  |
|  | Dyskobolia Grodzisk | 1:0 (0:0) | Lech Poznań    |

### Tenis
- US Open 2006
  - Marija Szarapowa wygrała US Open 2006 kobiet. W finale pokonała Justine Henin-Hardenne 6:4, 6:4.

### Żużel
- Grand Prix Łotwy 2006
  - Greg Hancock zwyciężył pierwszą edycję GP Łotwy. Drugie miejsce zajął Antonio Lindbäck, trzeci był Nicki Pedersen. Polacy nie wystąpili w półfinałach: Jarosław Hampel był 9, Tomasz Gollob 12, a Piotr Protasiewicz 14.

## 10 września

### Formuła 1
- Grand Prix Włoch 2006
  - Robert Kubica po raz pierwszy stanął na podium Formuły 1. W Grand Prix Włoch na włoskim torze Monza zajął trzecie miejsce. Wygrał Michael Schumacher, który po zawodach ogłosił, że jest to jego ostatni sezon w F1.

### Piłka nożna
- 6. kolejka Orange Ekstraklasy

|  | Wisła Kraków | 0:0 | Pogoń Szczecin |

### Tenis
- US Open 2006
  - Roger Federer wygrał US Open 2006 mężczyzn. W finale pokonał Andy’ego Roddicka 6:2, 4:6, 7:5, 6:1.

### Żużel
- 18 kolejka Ekstraligi żużlowej

|  | CKM Włókniarz | 49:41 | Polonia Bydgoszcz |
|  | Unia Tarnów   | 41:49 | Atlas Wrocław     |
|  | Marma Rzeszów | 47:43 | Unia Leszno       |
|  | Adriana Toruń | 58:32 | RKM Rybnik        |

## 15 września

### Curling
- Mistrzostwa Polski Mixtów (krajowe eliminacje do Mistrzostw Europy)
  - Rozpoczęcie turnieju, rozegrano 6 sesji.

### Piłka nożna
- 7. kolejka Orange Ekstraklasy

|  | Cracovia | 1:1 | ŁKS Łódź |

### Żużel
- 19 kolejka Ekstraligi żużlowej

|  | Polonia Bydgoszcz | 35:55 | Atlas Wrocław |
|  | CKM Włókniarz     | 60:29 | Unia Tarnów   |
|  | Adriana Toruń     | 50:40 | Marma Rzeszów |

Na kolejkę przed zakończeniem ligi, znamy już medalistów: Atlas Wrocław już wcześniej zagwarantował tytuł mistrzowski. Po dzisiejszej kolejce srebro zdobył Włókniarz Częstochowa, a brązowy medal Polonia Bydgoszcz.

## 16 września

### Piłka nożna
- 7. kolejka Orange Ekstraklasy

|  | Odra Wodzisław      | 1:1 (1:0) | Lech Poznań   |
|  | Pogoń Szczecin      | 1:3 (0:1) | Arka Gdynia   |
|  | Zagłębie Lubin      | 1:1 (1:1) | Górnik Zabrze |
|  | Dyskobolia Grodzisk | 1:1 (1:0) | GKS Bełchatów |
|  | Widzew Łódź         | 0:1 (0:1) | Korona Kielce |

### Piłka siatkowa
- Liga Światowa w piłce siatkowej mężczyzn
  - Z reprezentacjami Bułgarii, Argentyny a także Chin zagrają polscy siatkarze w grupie "D" przyszłorocznych rozgrywek Ligi Światowej. Gospodarzem finałowego turnieju, który zostanie rozegrany w dniach 13-15 lipca 2007, będzie Rzym. Podział na grupy:

A: Brazylia, Kanada, Finlandia, Niemcy lub Korea Południowa
B: Francja, USA, Włochy, Egipt
C: Rosja, Kuba, Serbia, Japonia
D: Polska, Bułgaria, Argentyna i Chiny
- - Polska ma być organizatorem finałowego turnieju Ligi Światowej siatkarzy w 2008 roku – poinformował prezes Polskiego Związku Piłki Siatkowej Mirosław Przedpełski.

### Tenis
- Mariusz Fyrstenberg i Marcin Matkowski odnieśli czwarte zwycięstwo w imprezie rangi ATP Tour. W Bukareszcie (pula nagród 302 tys. euro) polscy tenisiści pokonali w finale Argentyńczyka Martina Garcię i Luisa Hornę z Peru 6:7 (5-7), 7:6 (7-5), 10:8.

## 17 września

### Curling
- Mistrzostwa Polski Mixtów (krajowe eliminacje do Mistrzostw Europy)
  - Mistrzami Polski została ponownie drużyna Media Curling Club Mix Media pokonując w finale 10:5 City Curling Club Amber Yeti, 3 miejsce zajęła drużyna AZS Target Gliwice.

### Piłka nożna
- 7. kolejka Orange Ekstraklasy

|  | Górnik Łęczna  | 1:1 (1:1) | Wisła Kraków |
|  | Legia Warszawa | 5:0 (2:0) | Wisła Płock  |

### Żużel
- Finał Drużynowych Mistrzostwa Świata Juniorów
  - Polska drużyna młodzieżowców obroniła tytuł mistrzowski i pozostaje niepokonana w rozgrywanym od 2005 turnieju. Pozostałe miejsca na podium przypadły tak jak przed rokiem Szwecji i Danii. Polacy wystąpii w składzie: Karol Ząbik, Paweł Hlib, Adrian Miedziński, Krzysztof Buczkowski oraz Paweł Miesiąc.

## 21 września

### Żużel
- 27. Finał Młodzieżowych Drużynowych Mistrzostw Polski
  - Juniorzy Marmy Polskie Folie Rzeszów zdobyli tytuł najlepszej młodzieżowej drużyny w Polsce. Srebrne medale przypadły juniorom Unii Leszno, brązowe RKM Rybnik. Z polskiej drużyny, która przed 4 dniami wygrała Mistrzostwa Świata w zawodach wystąpił jedynie Paweł Miesiąc (Rzeszów).

## 22 września

### Piłka nożna
- 8. kolejka Orange Ekstraklasy

|  | Wisła Kraków | 2:0 (1:0) | Widzew Łódź |

## 23 września

### Piłka nożna
- 8. kolejka Orange Ekstraklasy

|  | ŁKS Łódź       | 1:1 (1:1) | Dyskobolia Grodzisk |
|  | Arka Gdynia    | 3:0 (2:0) | Zagłębie Lubin      |
|  | Wisła Płock    | 1:1 (0:1) | Odra Wodzisław      |
|  | Pogoń Szczecin | 3:0 (1:0) | Górnik Łęczna       |
|  | Korona Kielce  | 3:1 (2:0) | Legia Warszawa      |

### Żużel
- Grand Prix Polski 2006
  - Nicki Pedersen przerwał passę czterech zwycięstw Tomasza Golloba i zwyciężył w GP Polski, zapewniając sobie brązowy medal Indywidualnych Mistrzostw Świata. Drugie miejsce zajął Greg Hancock pieczętując srebrny medal IMŚ. Trzeci był Gollob, a czwarty startujący z dziką kartą Wiesław Jaguś. Jarosław Hampel był 11 i wraz z Gollobem zagwarantował sobie start w Grand Prix 2007, Piotr Protasiewicz 13. Janusz Kołodziej i Karol Ząbik niestartowali. Wcześniej złoty medal IMŚ zagwarantował sobie Jason Crump.

## 24 września

### Łyżwiarstwo figurowe
- W Sankt Petersburgu przeprowadzono pierwsze Mistrzostwa Świata w Ekstremalnej Jeździe Figurowej na Lodzie.

### Piłka nożna
- 8. kolejka Orange Ekstraklasy

|  | Górnik Zabrze | 5:1 (2:1) | Cracovia      |
|  | Lech Poznań   | 1:1 (1:1) | GKS Bełchatów |

### Rajdowe mistrzostwa świata
- Rajd Cypru 2006
  - Zwycięzcą tegorocznego Rajdu Cypru został Francuz Sebastien Loeb, osiągając nad drugim Finem Marcusem Grönholmem przewagę 22 sekund. Trzeci Mikko Hirvonen stracił do zwycięzcy ponad 5 minut.

### Żużel
- 20. kolejka Ekstraligi żużlowej 2006

|  | WTS Wrocław  | 43:47 | CKM Włókniarz     |
|  | Unia Tarnów  | 47:43 | Polonia Bydgoszcz |
|  | Unia Leszno  | 54:36 | Adriana Toruń     |
|  | Stal Rzeszów | 51:39 | RKM Rybnik        |

- WTS Wrocław zdobył Drużynowe Mistrzostwo Polski, Włókniarz Częstochowa wicemistrzostwo, a Polonia Bydgoszcz trzecie miejsce. RKM Rybnik zajął ostatnie miejsce w lidze i spadł do I ligi. Adriana Toruń zmierzy się w barażach o utrzymanie z Intarem Ostrów Wlkp. Mistrzem I ligi został ZKŻ Zielona Góra i awansował do Ekstraligi.

## 29 września

### Piłka nożna
- 9. kolejka Orange Ekstraklasy

|  | GKS Bełchatów | 1:2 (1:2) | ŁKS Łódź |

### Tenis
- Agnieszka Radwańska pokonała rozstawioną z numerem pierwszym Rosjankę Jelenę Diemientiewą 7:5, 6:2 i awansowała do półfinału halowego turnieju WTA tenisistek w Luksemburgu (z pulą nagród 600 tys. dolarów).

## 30 września

### Piłka nożna
- 9. kolejka Orange Ekstraklasy

|  | Górnik Łęczna       | 0:3 (0:1) | Lech Poznań    |
|  | Odra Wodzisław      | 1:2 (0:1) | Korona Kielce  |
|  | Zagłębie Lubin      | 2:1 (0:0) | Wisła Płock    |
|  | Cracovia            | 1:1 (1:0) | Arka Gdynia    |
|  | Dyskobolia Grodzisk | 2:0 (1:0) | Górnik Zabrze  |
|  | Widzew Łódź         | 0:1 (0:1) | Pogoń Szczecin |

### Skoki narciarskie
- Adam Małysz po skokach na odległość 131,0 i 135,5 m wygrał konkurs Letniej Grand Prix w Klingenthal i ponownie został liderem w klasyfikacji generalnej.